# Queensburgh
Queensburgh este un oraș din provincia Kwazulu-Natal, Africa de Sud.